# Kevin Briscoe
 Kevin Charles Briscoe, né le 20 août 1936 à New Plymouth (Nouvelle-Zélande) et mort dans la même ville le 1er avril 2009, est un ancien joueur de rugby à XV qui a joué avec l'équipe de Nouvelle-Zélande. Il évoluait comme demi de mêlée (1,61 m pour 75 kg). 

## Carrière
Il a disputé son premier test match avec l'équipe de Nouvelle-Zélande  le 15 août 1959, à l’occasion d’un match contre les Lions britanniques. Il disputa son dernier « test match » contre l'équipe d'Écosse  le 18 janvier 1964.
Il a disputé peu de test matchs en raison de la concurrence avec Desmond Connor puis Chris Laidlaw au poste de demi de mêlée.

## Palmarès
- Nombre de test matchs avec les Blacks :  9
- Nombre total de matchs avec les Blacks : 43
- Test matchs par année : 1 en 1959, 4 en 1960, 2 en 1963, 2 en 1964